# معركة أغيري
دارت معركة أغيري أو معركة سان كريستوبال دي لا لاغونا بين قوات تاج قشتالة بقيادة أديلانتادو (الحاكم العسكري) ألونسو فرنانديز دي لوغو وسكان تينيريفي الذين يُطلق عليهم اسم Guanches وقعت المعركة في 14-15 نوفمبر 1494.
عانى فرنانديز دي لوغو من الهزيمة على يد قوات Guanche في معركة Acentejo الأولى كانت معركة أغيري انتصارًا قشتاليًا. بينما في معركة Acentejo الأولى تم انتصار الغوانش من خلال معرفتهم بالتضاريس الجبلية في هذا الاشتباك وجدت القوات المحلية نفسها في وضع غير مؤات في سهل Aguere.
وأعقبت معركة أغيري في وقت لاحق معركة Acentejo الثانية الحاسمة بعد أكثر من شهر والتي أسفرت عن الغزو القشتالي الكامل لتينيريفي.

## الاستعدادات

خريطة Guanche menceyatos أو الممالك في وقت الفتح القشتالي

بعد معركة Acentejo الأولى عاد Alonso Fernández de Lugo إلى Gran Canaria عمليا بدون قوات حيث عانت القوات القشتالية ما بين 1000 و 2000 ضحية في معركة Acentejo الأولى. في غران كناريا أقام فرنانديز دي لوغو اتصالات مع التجار فرانسيسكو دي بالومار ونيكولاس دي أنجيلوت وغييرمو ديل بلانكو وماتيو فينا من أجل الحصول على الدعم المالي لغزو تينيريفي المخطط له.
جندت المجموعة مساعدة خوان ألفونسو بيريز دي غوزمان دوق مدينة سيدونيا الذي ساهم بـ 600 جندي و 30 فارسًا من قدامى المحاربين في غزو غرناطة .  (يستشهد بيثينكور ألفونسو ، مع ذلك ، بـ 670 جندي مشاة و 80 فارسًا  ). تمت إضافة خمسمائة جندي قشتالي إلى هذه القوة وهي مجموعة ضمت الناجين من معركة Acentejo الأولى ووحدة صغيرة أرسلتها Doña Inés Peraza وهي نبيلة من لانزاروت . 
انطلقت القوة القشتالية من غران كناريا في 6 نوفمبر في قوافل وحوالي اثنتي عشرة سفينة أصغر وتوجهت نحو ميناء سانتا كروز دي تينيريفي. بلغ العدد الإجمالي للقوة حوالي 1200 رجل مع سرية صغيرة من الفرسان وبعض المدفعية - قوة مماثلة في الحجم لتلك التي هُزمت في Acentejo لكنها أكثر خبرة وأفضل تدريباً واستعداداً.

## التقدم القشتالي

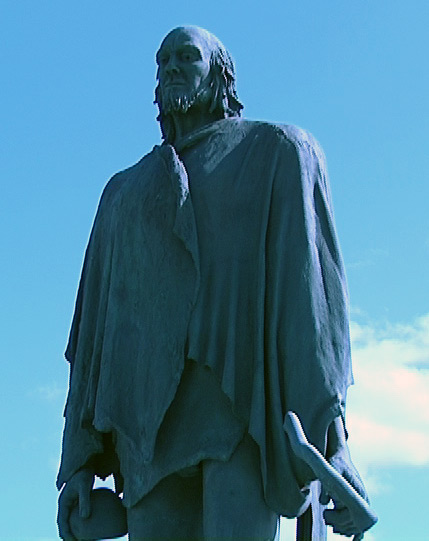
تمثال بنكومو في كانديلاريا ، تينيريفي.

هبطت الرحلة الاستكشافية التي مولها لوغو أيضًا ببيع جميع ممتلكاته في سانتا كروز حيث بنى برجين في المكان الذي شيد فيه حصنه الأول قبل هزيمته السابقة.
بعد تحصين سانتا كروز سار القشتاليين في 13-14 نوفمبر باتجاه لا كويستا وهي نقطة إستراتيجية عالية صعدت إليها القوات إلى سان كريستوبال دي لا لاغونا من الساحل. 
حافظ القشتاليون على سانتا كروز كقاعدة لعملياتهم حيث ينتظر أسطولهم هناك في حالة حدوث هزيمة.
من حيث الإستراتيجية كانت طاولة سان كريستوبال دي لا لاغونا ذات أهمية حيوية لغزو الجزيرة. كان الطريق للوصول إلى أرض المائدة من الساحل مسار لا كويستا في تلك الأيام مغطى بالنباتات الكثيفة التي شملت الصنوبر الكناري والمكنسة والزان والخلنج وأشجار النخيل والدراجو ، والسافين وأنواع أخرى وبالتالي الانضمام كان صعود التل مهمة خطيرة. 
قام فرنانديز دي لوجو بحراسة سانتا كروز لمنع هجوم مفاجئ. في هذه الأثناء حشدت قوات الغوانش التي نبهها السكان على الساحل قواتها أرسل مينسي (المصطلح الأصلي للملك) بنكومو مبعوثين إلى مينسيز الآخرين ، وجمع حوالي 2000 محارب في لا كويستا قبل أن يصل القشتاليون إلى تلك النقطة. 
أرسل بنكومو جاسوسين لمراقبة قوة وحجم القوات القشتالية ومع ذلك تم اكتشاف الجواسيس من قبل القشتاليين ولم يستطع بنكومو الاستفادة من أي معلومات استخبارية تتعلق بقوات العدو.  أعطى هذا للقشتاليين ميزة مبكرة على الرغم من أنهم عانوا من مساوئ التقدم صعودًا على ارتفاع صعب محاطًا بمحاربي Guanche ومع ذلك بعد حامية سانتا كروز قرر فرنانديز دي لوجو المخاطرة بالتقدم بهذه الطريقة بينما لم يكن لدى بنكومو القوات الكافية لتغطية احتمال الانسحاب أو الهزيمة.
تمكن فرنانديز دي لوجو من تحديد تحركات قوات Guanche بفضل نيران المعسكرات الخاصة بهم وأمر بتقدم 70 فارسًا و 1000 جندي إلى La Cuesta تحت جنح الظلام واكتسب أعلى نقطة في La Cuesta دون أن يراها أحد. العدو.  

## المعركة
في اليوم التالي فوجئت قوات Guanche بأن القشتاليين قد صعدوا La Cuesta وسيطروا على الأراضي المرتفعة في وسط سهل Aguere شملت المنطقة المغطاة بلوريسيلفا والتي يطلق عليها السكان الأصليون أغيري لاس مرسيدس وأجزاء من سان كريستوبال دي لا لاغونا وأورتيغال ومناطق حدودية أخرى.
أعاد بينكومو تنظيم قواته واندفع مع 5000 رجل إلى ما هو الآن ضواحي سان كريستوبال عازمين على قطع قشتالة. ومع ذلك قبل أن تتمكن قوات Guanche من القيام بذلك كان جيش فرنانديز دي لوغو قد ظهر بالفعل أمامهم.
كان مركز Guanche تحت قيادة Bencomo الجناح الأيمن من قبل Acaymo بالذات من Tacoronte والجانب الأيسر من Tinguaro .
امتد الجيش القشتالي من محبسة غراسيا الحالية التي اختارها فرنانديز دي لوغو نظرًا لارتفاعه وسيطر على السهل إلى المواقع الميدانية التي اتخذتها فرقة بنكومو للقوات.
بناءً على هذه المعلومات يعتقد Buenaventura Bonnet أن المعركة وقعت في المنطقة المعروفة الآن باسم Barrio del Timple أو Barrio Nuevo أو Viña Nava و Urbanización de la Verdellada. 
ضمت قوات فرنانديز دي لوجو مواطنين أصليين من جزر الكناري الأخرى الذين تم تنصيرهم بما في ذلك أمير غران كناريا الذي تم تنصيره فرناندو غوانارتيم . مانينيدرا شقيق فرناندو Gomeran ، Palmeros و Guanches من المسيحيين menceyato أو مملكة Güímar . 
بدأت المعركة بهجوم من قبل قوات Guanche الذين كانوا مسلحين بأسلحة تقليدية مثل Banote أو banot (رمح تم تشديد بالحرارة). لم يكن لديهم دروع أو دروع وكانوا يرتدون التمركو وهو جلد خروف أو ماعز يستخدم للحماية والدفء وقامت قوات Guanche أيضًا بإلقاء الحجارة.
تألفت الطليعة القشتالية من المتسللين ورجال القوس والنشاب الذين قاموا بقص صفوف Guanche المهاجمة بمقذوفاتهم ثم هاجم الفرسان والقوات القشتالية الغوانش الذين كانوا يفرون من نيران القوس والنشاب استمر هذا الاشتباك الأول عدة ساعات وتألف من هجمات مباشرة من قبل قوات بنكومو. 
أفادت التضاريس المنبسطة لسهل أجوير القشتاليين وبدأت قوات Bencomo في التراجع حيث عانت من تراجع غير منظم خاصة عندما بدأ حلفاء Guanche من القشتاليين تحت قيادة فرناندو دي جوانارتيم القادمين من سانتا كروز في الوصول إلى ميدان معركة. تسبب سلاح الفرسان القشتالي في خسائر فادحة لقوات Guanche قارن ميغيل دي أونامونو تهمة سلاح الفرسان في فرنانديز دي لوغو بالأعمال العسكرية لهيرنان كورتيس في المكسيك : "وبعد ذلك دخل الحصان في المعركة ، ذلك الوحش الذي كان دائمًا يضع الكثير من الخوف في نفوس الهنود المساكين. . . كانت نتيجة تلك المعارك دائمًا حتمية. . . اضطر بنكومو وقواته إلى التخلي عن حقل لا لاغونا ".

## انسحاب قوات الغوانش وموت Tinguaro
أصيب بنكومو وأكايمو وتينجارو بجروح بالغة أمروا قواتهم بالتراجع نحو تاكورونتي. هاجم القشتاليون مرة أخرى ومنعوا انسحابًا منظمًا من Guanche في نهاية اليوم ، أمر بينكومو بالتراجع نحو قمة سان روكي وهي خطوة من شأنها أن تمنع هجمات الفرسان وحيث يمكن لرجاله الدفاع عن أنفسهم بشكل أكثر فعالية. 
واصل تينجارو الذي أصيب في المعركة الدفاع عن نفسه ضد سبعة فرسان عندما تراجع إلى قمة سان روكي ومع ذلك ، في اقصى ارتفاع لسان روكي كان هناك جندي قشتالي يُدعى مارتين بوينديا ينتظره على منحدر وصل بوينديا إلى ميدان المعركة بشكل منفصل عن بقية القوات القشتالية وسار من سانتا كروز عبر وديان سانتوس ودراجو. 
كان جسد أمير Guanche الذي سقط مشوهًا للغاية بعد محاربته ل7 محاربين قشتالين لوحده شديد التشوه لدرجة أنه عندما أحضره القشتاليون إلى سانتا كروز وقاموا بإجراء استفسارات بين سجناء Guanche لم يتمكن Guanches من تحديد ما إذا كان جسد Tinguaro أو Bencomo. 
على أي حال تم قطع رأس جثة فرنانديز دي لوغو تم وضع رأس أمير Guanche على رمح وأمر فرنانديز دي لوغو بنقله إلى معسكر العدو. تلقى Guanches of Acentejo الرأس لتكريمه في جنازة  مع حاشية ، بما في ذلك دعوة زوجة تينغوارو غواجارا إلى مملكة تاورو لحضور الجنازة.
في موقف أخير ونهائي، حاولت قوات Guanche المخفضة بقيادة Bencomo المصاب الوصول إلى مرتفعات La Laguna لكن تم قطعها بواسطة سلاح الفرسان القشتالي. تبع سلاح الفرسان الرماة القشتاليون و Rodeleros ("حاملو الدروع") ، الذين كانوا مجهزين بدروع أو دروع فولاذية تُعرف باسم روديلا والسيوف (عادةً من نوع السيف الجانبي ). قتل أحد هؤلاء الروديليرو بينكومو وسقط المئات من محاربي Guanche أيضًا في هذا الوقت. توجه الناجون من Guanche نحو Taoro وفي اليوم التالي انتخب بينتور ابن Bencomo ملكًا جديدًا لهم. 
يشك بعض المؤرخين في أن وفاة بنكومو حدثت في هذا الوقت ، لكن معظم المؤرخين يعتمدون حقيقة موته في هذا الوقت على شهادة شهود مثل مارغريتا غوانارتمي ، التي أعلنت عام 1526 أنهم قتلوا الملك العظيم في المعركة. الذي كان يُدعى الملك Venitomo [كذا] من Taoro. . . " 
فيما يتعلق بضحايا Guanche ، يستشهد Marín y Cubas بـ 2600 في حين أن Viana لديها رقم أقل: 1700 ضحية.
تشير الأرقام الخاصة بالضحايا في قشتالة إلى ما بين 30 و 55 قتيلاً وعشرات الجرحى.   
يقال إن خسائر Guanche كانت عالية جدًا لدرجة أنها تسببت في وباء والذي يقال أيضًا أنه أجبر فرنانديز دي لوغو على التحرك نحو Acentejo.

## بعد المعركة
بحلول نهاية العام كان فرنانديز دي لوغو يخترق شمال الجزيرة في تاورو ، حيث ينتظره حوالي 6000 غوانش في Acentejo هزم فرنانديز دي لوجو هذه القوات بشكل حاسم في معركة Acentejo الثانية على الرغم من أسلحة الغوانش البدائية كالحجارة و المطارق الحجرية والخشبية الا أنهم واجهو التوسع القشتالي وهزموهم في معركة Acentego الأولى, كانت المعركة الثانية رد فعل قوي من التاج القشتالي حيث سيهزم الغوانش بشكل نهائي و سينتحر بنتور بالقاء نفسه من جرف Tigaiga [الإنجليزية] .